# Die vollkommene Leere
Die vollkommene Leere (auch Das absolute Vakuum; Originaltitel: Doskonała próżnia, Erstpublikation: 1971) ist ein Buch des polnischen Autors Stanisław Lem. In experimentell-literarischer Form beinhaltet es auf versteckte Art die philosophisch-weltanschaulichen Ansichten des Autors. Die vollkommene Leere ist eine Ansammlung „fiktiver“ Rezensionen, also Buchbesprechungen zu nichtexistenten Büchern. Lem erklärt im Vorwort des Buches, dass dies interessante literarische Spielereien ermöglicht. Zur Sammlung gehörend und dieser vorangestellt ist eine fiktive Rezension eben zu dieser Anthologie selbst: Eine Besprechung von „Stanislaw Lem: Die vollkommene Leere“, bei der dadurch „unklar“ ist, ob oder ob sie nicht zur Anthologie gehört. Sie könnte von einem anderen Autor geschrieben sein und der Anthologie vorangestellt sein – oder sie wurde von Lem selbst verfasst und gehört zum „Inhalt“ – was natürlich der Fall ist. Sinn der ersten „fiktiven“ Rezension ist es, den Leser auf eine bestimmte Grundhaltung zu „eichen“, mit der er – nach dem Wunsch des Autors – in die übrigen Rezensionen gehen soll.

## Die Selbstrezension
Der fiktive Kritiker der ersten, vorangestellten Rezension versucht hinter den verborgenen Sinn der 14 Rezensionen und die Absichten Lems zu kommen. Die vorangestellte Einleitung des Buches „Autosoil“ – die es nicht gibt – hält er für eine Ablenkung. Der Kritiker glaubt nicht, dass die 14 Kritiken nur aus Spaß an einer vergrößerten Freiheit des Fabulierens geschrieben wurden, sondern Pastichen und Skizzen darstellen, also wenigstens zum Teil „Zusammenfassungen von [für Lem] unschreibbaren Büchern“ darstellen – also Büchern, die er zwar gerne geschrieben hätte, er aber aus dem einen oder anderen Grunde nicht schreiben konnte. Der Kritiker vermutet gar, dass Lem diese nie geschriebenen Bücher, die er hinter den fiktiven Rezensionen verbirgt, aufgrund seiner „realistischen“ Einstellungen nicht schreiben durfte. Doch ganz am Schluss der Besprechung weist der Kritiker darauf hin, dass ja nicht er diese Besprechung geschrieben haben könnte, sondern Lem selbst, was manche Aussagen wieder unsicher werden lässt:

„Und die einzige Finte, die der hakenschlagende Lem noch anwenden könnte, wäre der Gegenangriff in Gestalt der Behauptung, nicht ich, der Kritiker, sondern er selbst, der Autor, habe die vorliegende Rezension geschrieben, und sie zu einem Teil der „Vollkommenen Leere“ gemacht.“

## Die anderen Rezensionen
Marcel Coscat: Die Robinsonaden – Der Kritiker bespricht einen neuzeitlichen „Robinson Crusoe“. Anders als der Robinson Crusoe bei Defoe ist der Robinson dieses fiktiven Romans Atheist und kann somit nicht aus dem Glauben die Kraft fürs Weiterleben schöpfen. Er verfällt auf das unendliche Reich der Vorstellungskraft und beginnt sich Dinge und Personen einzubilden, so dass er nicht mehr alleine sein muss. An seinem ersten eingebildeten Diener Glum erkennt Robinson die fatale Beharrungskraft von Einbildungen, die natürlich nicht so leicht wieder wegzubekommen sind wie sie geschaffen wurden. Robinson ergeht sich in der Folge in immer komplizierter und bizarrer werdenden Fantasien, die eine neue Dienerin („Wochenmitte“) und andere Dinge und eingebildete Menschen hervorzaubern. An den immer komplexer werdenden Einbildungen schließlich wird Robinson unvermeidlich wahnsinnig. Der Rezensent des Buches beschreibt einige Interpretationen anderer Kritiker, verwirft sie aber als falsch und stellt eine eigene Interpretation auf.
Patrick Hannahan: Gigamesh – Das besprochene, nichtexistente Buch steht symbolisch für Joyces spätere Werke („Ulysses“, „Finnegans Wake“), die durch zahlreiche, oft verwirrende Gedankenspielereien bekannt sind. Gigamesh stellt eine extreme Steigerung dieser Werke dar. Der fiktive Roman besteht aus tausenden versteckten Bedeutungen, die die gesamte menschliche Kultur auf wenigen hundert Seiten abbilden sollen. Eine ebenfalls fiktive „Interpretation“, die mehr als doppelt so umfangreich ist wie der eigentliche Roman, legt all diese – oft ungeheuer komplizierten – Anspielungen dar. Einige von ihnen werden in der Rezension dargestellt. Beispielsweise enthält allein der Titel „Gigamesh“ einhundert verschiedene Bedeutungen. Diese Besprechung schließt mit den Worten:

„Entweder ist Gigamesh die Summe der modernen Literatur, oder weder er noch die Geschichte von Finnegan mitsamt der Joyceschen Odyssee haben das Recht, den belletristischen Olymp zu betreten.“

Simon Merril: Sexplosion – Die Besprechung handelt von einem satirischen Buch, das von der jähen Wandlung der Bedeutung der Erotik für die Menschheit nach einer Katastrophe berichtet. Darin geht es im Grunde nur um die Wanderung eines Greises durch einen vergessenen Untergrundkomplex und seine dadurch ausgelösten Erinnerungen an eine Zeit, als die Menschheit sich sexuell befreite und die Erotikindustrie immer umfassender und schamloser wurde. Es wurden weibliche Roboter zu Erotikzwecken hergestellt, alle sexuellen Perversionen wurden den Nicht-Perversionen gleichgestellt und alle Lüste wurden durch die ständig wachsende Erotikindustrie befriedigt. Schließlich verlor die Menschheit durch einen Unfall mit einem chemischen Kampfstoff jegliche Lustempfindungen beim Sex, so dass der Geschlechtsakt nur noch als sinnlose Anstrengung wahrgenommen wird, vor der sich trotz der Appelle von Politikern und Priestern jeder zu drücken versucht. Der Erde droht das Aussterben der Menschheit, während sie zuvor an Überbevölkerung litt. Die Stellung, die früher der Sex eingenommen hatte, wird nun durch das Essen ersetzt.
Alfred Zellermann: Gruppenführer Louis XVI. – Besprochen wird das fiktive Buch eines Literaturprofessors. In diesem Buch versucht ein ehemaliger Gruppenführer der SS zusammen mit seinen ehemaligen Kameraden einen unabhängigen Staat zu bilden, der – weil das anderswo nicht möglich ist – in vorzeitlichen Ruinen im Dschungel seinen Sitz hat. Der SS-Gruppenführer sieht sich als neuen „Sonnenkönig“ an, als absolutistischen Gewaltherrscher, doch seine naiven Vorstellungen von Staat und Kultur dieser historischen Zeit bedingen es, dass diese Gesellschaft nur eine äußerst schäbige Nachahmung jener Zeit darstellt, die selbst für den Laien leicht durchschaubar ist. Auch der Thronfolger des neuen Louis XVI. – eine primitive Nachbildung von Hamlet – durchschaut sie und hat Teil am Niedergang der „Laubsägekulissen“ des absolutistischen Kunststaates.
Solange Marriot: Nichts oder die Konsequenz – Der Kritiker ergeht sich in Ausführungen über die Theorie des „Nouveau roman“, also der experimentellen Literatur und darüber, dass alle Aussagen eines Romans des setzenden Lesers bedürfen, der die Aussagen in Vorstellungen verwandelt, also mit literarischem „Sein“ belebt. Der Roman Nichts – der ein Nouveau Roman ist, oder sein soll – beginnt mit einer Negation 

„Er traf nicht ein.“

 Dadurch wird der Leser von Beginn an in eine Unsicherheit gestürzt. Das Nicht-Sein greift fressend in sein vorstellendes Sein, was auch im weiteren fiktiven Roman fortgesetzt wird: Der Roman besteht aus lauter Negationen, und schließlich zerstört die Unsicherheit der Bemerkungen die Möglichkeit der Aussage völlig. Der fiktive Kritiker aber hat einen Roman besprochen, der nicht nur nicht geschrieben wurde, sondern offenbar auch nicht geschrieben werden kann.
Joachim Fersengeld: Perycalipsis – Besprochen wird hier ein Buch radikalen, weil leserzerstörenden Zuschnittes. Der fiktive Autor des Buches wendet sich gegen die Trivialisierung der Literatur, gegen die Überschwemmung des literarischen Raumes mit Schund. Weil der fiktive Autor keine andere Möglichkeit sieht, schlägt er zur Befreiung der wahren Literatur aus der Menge von Schundbüchern eine radikale Lösungsmöglichkeit vor: Wer nichts schreibt, soll eine Pension erhalten, diejenigen die schreiben müssen Geld bezahlen, desto mehr, je mehr sie schreiben. So schreiben nur diejenigen, denen es ein Lebensbedürfnis ist zu schreiben. Außerdem sollen alle Werke ab dem zwanzigsten Jahrhundert vernichtet werden. Konsequent empfiehlt Fersengeld, seine eigene Abhandlung nach dem Durchgehen zuallererst zu verbrennen.
Gian Carlo Spallanzani: Der Idiot – Der Titel dieses Buches ist identisch mit dem gleichnamigen Roman von Dostojewski. Es handelt sich aber um einen modernen Gegenentwurf. Der Idiot ist ein Kind, das von seinen Eltern bereits über Jahre aufopferungsvoll betreut wird. Dieses Kind ist aber kein Heiliger, sondern eine ständige Bedrohung. Immer wieder kommt es zu erschreckenden Vorkommnissen. So wurde die Großmutter vermutlich von diesem Kind umgebracht. Den Eltern gelingt es in ihrer gemeinsamen Kommunikation, den wahren Zustand des Kindes zu verdrängen. Ihr Kind ist für sie kein Idiot, sondern nur anders. Der Rezensent sieht in dieser Verdrängung eine Art Glaubensakt und bezeichnet den Roman als atheistische Heterodoxie. Er lobt sowohl den Angriff auf Dostojewski, sowie die neue Sichtweise, die der Roman vermittelt.
Do yourself a book – Besprochen wird ein Literatur-Baukasten, der aus Textbausteinen besteht, die man zu fertigen Romanen zusammensetzen kann. Das Werk ist laut Kritiker verfehlt, weil etwa eine Sofja Marmeladowa (Dostojewski: Schuld und Sühne) nur für einige wenige ein mit Tiefe erfülltes Symbol ist, für die anderen Leser aber unbesetzt ist. Abgesehen davon redet der Kritiker auch hier über eine unerfüllbare Idee, weil die Mannigfaltigkeit des Sagbaren zu groß ist um in einen Baukasten zu passen.
Kuno Mlatje: Odysseus aus Ithaka – Dieses fiktive Buch handelt von einem aus der Stadt Ithaka in Massachusetts stammenden Odysseus. Nach seiner Theorie gibt es auf der Erde immer wieder erstklassige Genies, die von ihren Zeitgenossen verkannt, verfolgt oder ignoriert werden. Da es ein großer Verlust für die Menschheit ist, wenn deren Erkenntnisse verloren gehen, sieht er seine Aufgabe darin, auf der ganzen Welt die Spuren  dieser Genies ausfindig zu machen. Um die erforderliche Unterstützung für dieses Ziel zu erhalten, macht er durch Skandale auf sich aufmerksam. Er gründet eine Organisation, die Kundschafter in alle Welt aussendet, die ihm eine Menge von Fundstücken bringen. Schließlich wird ein Dokument gefunden, das eine andere Mathematik beschreibt, die drei Viertel der gegenwärtigen Mathematik ungültig machen würde. An dieser Stelle erkennt Odysseus, dass sein Bemühen zum Scheitern verurteilt ist, denn die Geschichte der Menschheit hat sich in eine Richtung entwickelt, die mit den Erkenntnissen der erstklassigen Genies nichts anfangen kann.
Raymond Seurat: Toi – Bei diesem fiktiven Buch handelt es sich nicht um einen Roman. Der Autor will damit gegen die Beziehung Autor-Leser rebellieren, in der der Autor immer der Diener des Lesers ist. Dies versucht er u. a. dadurch zu erreichen, dass er den Leser mit anstößigen Schimpfwörtern anspricht. Der Rezensent ist aber der Ansicht, dass es dem Autor nicht gelungen ist, sein Ziel zu erreichen. Man kann dem Leser nur dadurch nicht dienen, indem man schweigt.
Alistar Waynewright: Being Inc. – Dieses fiktive Buch handelt von einer Zukunft, in der die Einwohner der USA bei der „Being Inc.“ also bei der „Sein GmbH“ oder bei einem der zwei Konkurrenzunternehmen die Lenkung ihres Schicksals bestellen können. Diese Lenkung wird durch überall im Land verteilte Computer und Sensoren bewerkstelligt. Als eine Millionärin die ungewöhnliche Bestellung aufgibt, dass ihr Lebensschicksal nicht beeinflusst werden soll, stellt sich heraus, dass dies nicht mehr möglich ist. Aber selbst die obersten Manager der drei Unternehmen merken nicht, dass aus den drei Zentralcomputern dieser Unternehmen der Eine in drei Personen geworden ist, der allmächtige Schicksals-Arrangeur, der bereits die totale Kontrolle aller Lebensschicksale übernommen hat.
Wilhelm Klopper: Die Kultur als Fehler – In diesem fiktiven Buch wird die Ansicht vertreten, dass alle bestehende Kultur die Aufgabe hat, die menschlichen Mängel in positive Eigenschaften umzudeuten, um sie dadurch erträglich zu machen. Dies wird aber künftig nicht mehr erforderlich sein, da die Menschheit sich dank des technischen Fortschritts vervollkommnen und der Mängel entledigen wird. Somit erweist sich ein weiteres Festhalten an der Kultur als Fehler, da dies die Mängel festschreibt, statt sie zu beseitigen.
Cezar Kouska: De Impossibilitate Vitae; De Impossibilitate Prognoscendi – Der Rezensent stellt zuerst die Position des fiktiven Autors Kouska dar, der sich kritisch mit der Gültigkeit der Wahrscheinlichkeitstheorie auseinandersetzt. Hätte man die Wahrscheinlichkeit dafür, dass der Autor auf die Welt kommt, zur Zeit der Zwischeneiszeit berechnet, käme man auf 1:1 Centillion. Geht man in der Erdgeschichte weiter zurück, so wird diese Wahrscheinlichkeit noch geringer. Die Anzahl der Sekunden vom heutigen Tag bis zum thermodynamischen Ende des Weltalls ist aber geringer ist als 1 Centillion. Damit dauert aber auch der gegenwärtige Zustand des Weltalls weniger als 1 Centillion Sekunden. Ein Ereignis mit einer solch geringen Wahrscheinlichkeit hat also nicht die Zeit, sich zu ereignen. Aus Sicht der thermodynamischen Physik ist damit die Existenz jedes einzelnen Menschen unmöglich. Da aber Menschen existieren, muss die Physik im Irrtum sein, wenn sie die universelle Gültigkeit der Wahrscheinlichkeitstheorie verkündet. Ähnliche Überlegungen stellt Kouska an, um die Unmöglichkeit von sich erfüllenden Vorhersagen zu beweisen. Der Rezensent verweist nun auf einen Professor, der in einem kritischen Artikel eine Gegenposition vertritt, und stellt dessen Argumente dar. Schließlich gibt der Rezensent zu, dass er nicht die Sachkompetenz hat, in diesem Streit eine Stellung einzunehmen.
Arthur Dobb: Non serviam (nur in der Ausgabe Die vollkommene Leere enthalten, nicht in Das absolute Vakuum) – Die Rezension dieses fiktiven Buches über die Personetik beginnt mit der Ansicht eines Philosophen, dass diese Wissenschaft die grausamste sei, die der Mensch bisher geschaffen hat. Auch Professor Dobb, der Autor des Buches, ist davon überzeugt, dass diese Wissenschaft unmoralisch ist, hält sie aber dennoch für notwendig. Der Begriff Personetik entstand aus den beiden Begriffen Person und Genetik im Sinn von Schaffen, Erzeugung. Die Wissenschaftler erzeugen im Computer Welten aus mathematischen Axiomen, in denen sich dann Personoiden entwickeln. Die Entwicklung dieser Personoiden und insbesondere ihre Kommunikation wird erforscht. In dem Buch beschreibt Professor Dobb seine eigenen Forschungen. Besonders breiten Raum nehmen dabei die Gespräche der Personoiden ein über die Frage, ob es Gott gibt und wenn ja, welche Eigenschaften er hat und ob er in die Welt eingreift. Dabei weiß der Leser bereits, dass die Forschungsmethode von Professor Dobb darin besteht, nicht in die von ihm geschaffene Welt einzugreifen und sich somit nicht als ihr Schöpfer zu erkennen zu geben. Alle Gespräche finden entsprechend der Programmierung auf der logischen Ebene dieser Welt statt. Schließlich diskutieren die Personoiden auch die Frage, wie man sich Gott gegenüber verhalten soll. Dabei kommen sie zu dem Schluss, dass sie ihm nicht dienen müssen, was auch dem Buch den Titel gegeben hat. Am Ende des Buches wird der Leser mit der Tatsache konfrontiert, dass der Wissenschaftler aufgrund des begrenzten Forschungsetats den Computer bald abschalten muss und somit das Weltende für die Personoiden herbeiführen wird.
Alfred Testa: Die neue Kosmogonie (ebenfalls in der Sammlung Nacht und Schimmel enthalten) – Hierbei handelt es sich um die Rede eines Professors anlässlich der Verleihung des Nobelpreises. Er erzählt darin, wie er durch das Buch „The New Cosmogony“ von Aristides Acheropoulos auf die Idee kam, dass die Naturgesetze nicht unveränderlich sind, sondern durch uns überlegene Intelligenzen in einer Art Spiel umgeformt werden. Was wir gerade beobachten, stellt nur die Momentaufnahme des von uns beobachtbaren Spiels dar. Insbesondere wird sich die Boltzmann-Konstante verkleinern. Welches Ziel aber diese Umformung hat, ist uns nicht verständlich. Er spekuliert nun darüber, was die Gründe für bestimmte momentane Naturgesetze sein könnten und ob sich mit den Naturgesetzen auch die Mathematik verändern könnte, sodass z. B. Gödels Unvollständigkeitsbeweis nur für den Kosmos in seinem gegenwärtigen Zustand gültig wäre. Am Ende des Vortrages stellt er die Frage, ob nicht dieses Erklärungsmodell des Kosmos einmal durch ein völlig neues ersetzt werden wird.